# 吉仔公隧道
吉仔公隧道位于江門市新會区，是江珠高速公路（现为 广佛江珠高速的一部分）穿过吉仔公山的隧道，全长约250米，採用双洞双线设计，2007年5月16日正式通车。